# 산티아고현

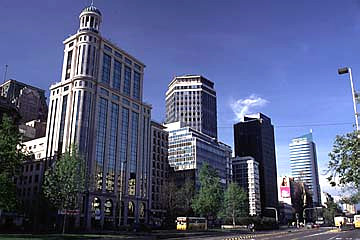

산티아고현(스페인어: Provincia de Santiago)은 칠레 산티아고 수도주를 구성하는 6개의 현 가운데 하나로 현도는 산티아고이며 면적은 2,030.3km2, 인구는 4,997,637명(2012년 기준), 인구 밀도는 2461.5명/km2이다.